# Frans Willem van Pruisen

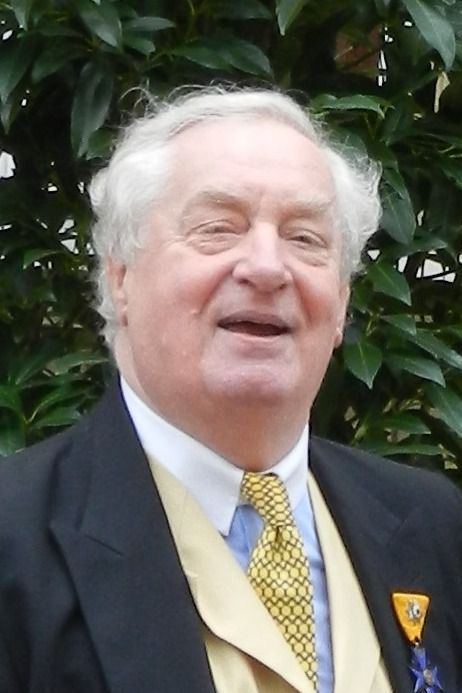
Frans Willem van Pruisen

Frans Willem Victor Christoffel Stefan van Pruisen (Grünberg, 3 september 1943) is een prins uit het Huis Hohenzollern. Hij is de zoon van Karel van Pruisen en Henriette van Schönaich-Carolath. Hij is een achterkleinzoon van de laatste Duitse keizer Wilhelm II en een kleinzoon van prins Joachim van Pruisen, de jongste zoon van de keizer.
Frans Willem werd geboren als helft van een tweeling. Zijn tweelingbroertje overleed drie weken na de geboorte. Frans Willem trouwde op 4 september 1976 met grootvorstin Maria Vladimirovna Romanova, die sinds 1992 een van de twee pretendenten is op de Russische troon. Bij gelegenheid van zijn huwelijk veranderde hij zijn naam in Mikhail Pavlovich van Rusland, bekeerde zich tot het Russisch-orthodoxe geloof en stemde erin toe dat zijn eventuele kinderen de naam van zijn vrouw zouden dragen. Mikhail en Maria kregen een zoon: Georgi Michailovitsj Romanov, Prins van Pruisen, die sinds zijn moeder in 1992, toen haar vader Vladimir Kirillovitsj Romananov stierf, officieel pretendente werd, door het leven gaat als kroonprins. In 1982 scheidde het paar, waarna Frans Willem weer zijn oude naam en titel aannam.
In Duitsland richtte Frans Willem de Prinz von Preußen Stichting op die zich bezighoudt met het conserveren en beheren van Pruisisch en Hohenzollerns cultuurgoed. In 2004 redde zijn stichting de Koninklijke Porseleinfabriek van insolventie. Prins Frans Willem is ook lid van het erecomité van de Almanach de Gotha.